# Roger Mayer
Roger Laurance Mayer (New York, 21 aprile 1926 – Los Angeles, 24 marzo 2015) è stato un produttore cinematografico statunitense.

## Biografia
Dirigente della Film Foundation istituita da Martin Scorsese, Mayer è stato uno dei pionieri del restauro dei film classici, oltre ad aver prodotto numerosi documentari incentrati sulla storia del cinema.
Ha ricevuto il Premio umanitario Jean Hersholt all'edizione dei Premi Oscar del 2005 in riconoscimento del suo lavoro nel campo del restauro, della protezione e conservazione dei film.
È deceduto a Los Angeles il 24 marzo 2015 all'età di 88 anni.